# Séverine Tessier
Pour les articles homonymes, voir Tessier.
Séverine Tessier, née en 1975, est une militante pour l'éthique en politique et une femme politique française. Elle est la cofondatrice d'Anticor, association regroupant des élus et citoyens de toutes tendances politiques décidés à combattre la corruption et à réhabiliter la politique, créée en France en 2002. Depuis 2009, elle anime son pôle économique s'investissant principalement sur les questions de lobbying et d'« intelligence éthique » pour véhiculer des pratiques vertueuses dans le monde des affaires, notamment sur la gestion de l'eau et des énergies.

## Biographie
Après un diplôme en administration économique et sociale, elle travaille comme assistante parlementaire du député socialiste de la neuvième circonscription de Seine-et-Marne, Jacques Heuclin de 1997 à 2002 puis du député socialiste de la Nièvre, Christian Paul depuis 2002.
Conseillère municipale socialiste de Clichy dans les Hauts-de-Seine entre 2001 et 2007, déléguée à l'information et la communication, fonction qu'elle quitte en 2003 en profond désaccord avec le maire sur sa gestion, puis termine le mandat en exprimant sa dissidence et sans assister aux séances. En juin 2002, elle cofonde, avec Éric Halphen, l'association Anticor, regroupant des élus et des citoyens de toutes tendances politiques décidés à combattre la corruption et à réhabiliter la politique.
Membre fondateur de la Convention pour la sixième République, elle participe en 2003 à la création du Nouveau Parti socialiste. Au congrès de Dijon et au congrès du Mans, elle présente des contributions thématiques contre la corruption et pour l'éthique en politique et siège à la commission nationale des conflits.
Secrétaire générale de l'USCP-UNSA (Union Syndicale des collaborateurs parlementaires) de 2000 à 2002, période durant laquelle ce syndicat saisit le tribunal d'instance de Paris du 7e arrondissement tendant (échec de la procédure) à faire reconnaître les députés-employeurs comme membres d'une unité économique et sociale aux fins d'obtenir la signature d'une convention collective et d'accords collectifs applicables aux collaborateurs de députés. Le syndicat obtiendra malgré tout la reconnaissance de sa représentativité[réf. souhaitée].
Après avoir quitté le Parti socialiste, elle se porte candidate (non adhérente) sur la liste d'Europe Écologie, mais refuse de soutenir la reconduction de Jean-Paul Huchon condamné pour prise illégale d'intérêts, ce qui lui vaut d'être rétrogradée sur la liste de second tour en position non éligible[réf. souhaitée].

## Œuvres
- avec François Gargan, Corruption, stop ou encore ? Manifeste pour l'action citoyenne, Paris, Lignes de Repères, 2011, 107 p. (OCLC 801005236).
- Polynésie, les copains d’abord : l’autre système Chirac ?, Latresne, Le Bord de l'eau, coll. « Documents », 2005, 206 p. (ISBN 2-915651-11-6, OCLC 57691340).
- 100 propositions citoyennes pour la FranceLivre supplément de Respect Mag paru en janvier 2010 dans le cadre d'un Appel pour une France multiculturelle et postraciale.
- Lobby Planet  (co-autrice), Fondation AITEC.
- Lutter contre la corruption : À la conquête d'un nouveau pouvoir citoyen, Paris, Bourin Éditeur, 2015, 147 p. (OCLC 907222993).